# Чемпионат Американского Самоа по футболу
Высшая лига (англ. FFAS Senior League) — высшая лига чемпионата Американского Самоа по футболу.

## Сезоны

### 1981
- Паго Иглс

### 1982
- Паго Иглс

### 1983
- Ну’уули

### 1984—1991
- Результаты неизвестны

### 1992
- Ну’уули

### 1993—1996
- Результаты неизвестны

### 1997
В сезоне 1997 г. была проведена PYSO-Лига, вероятно, под эгидой общеамериканской Первой молодежной футбольной организации (англ. Premier Youth Soccer Organization). Матчи проходили в декабре 1996 г. В Лиге играли Паго Иглз, Ну’уули, а также Коника ФК, Паго Бойз и Дрим Тим. Чемпионат был прерван, но победу в нём отдали Паго Иглз, опередившим на 2 очка Конику ФК.
- Паго Иглс
- Коника

### 1998
- Результаты неизвестны

### 1999
- Коника

### 2000
- Панса
- Вайлд Вайлд Вест[1]

### 2001
- Панса

### 2002
2001 г. стал годом раскола в футболе Американского Самоа, когда в стране проводилось два равнозначных чемпионата с одинаковым названием ASFA Soccer League: официальный (именно его выиграла Панса СК) и альтернативный (не под эгидой АСФА), который сформировали 14 клубов, не желавшие вступать в основной чемпионат. Причиной тому стала поздняя их регистрация, а также проблемы с распределением взносов команд, 60 % которых ушло местной юридической конторе. В результате эти клубы провели свой чемпионат, демонстративно взяв то же «официальное» название.

#### Официальный чемпионат
Проиграв лишь в одной игре, чемпионом 2002 г. стала Панса. На 8 очков от неё отстал Утулей. К сожалению, информации об официальном турнире меньше, чем об альтернативном. Вероятно, в нем могли еще участвовать Паго Паго, Панса Вест и ФК Ну’уули, которые, как известно, в то время снабжали игроками сборную страны.
- Панса
- Утулей

#### Альтернативный чемпионат
В 2002 г. альтернативный чемпионат собрал целую плеяду команд: Барбарианс, Коника, Ренегадс, Ауа Страйкерс, Тафуна Джетс (2 состава), Паго Иглз (с их фармой Паго Ют), Самоана Луа (самоан. Самоана-2), Тапутиму Ют. Были заявлены также Тап Бойз и Энджелс, но они не сыграли ни одной игры. Матчи растянулись с конца июля до конца августа 2002 г. За весь сезон две команды (Коника и Ренегадс) не проиграли ни одного матча. Триумфовали в лиге Ренегадс и, по правилам чемпионата, защитили свой титул в 8-ми поединках с другими командами. В случае проигрыша Ренегадс в одной из матчей, титул переходил бы их оппонентам.
| [Авг, 7]  | Ренегадс | 4-0 | Тапутиму Ют    |
| [Авг, 10] | Ренегадс | 0-0 | Паго Ют        |
| [Авг, 17] | Ренегадс | 3-2 | Самоана Луа    |
| [Авг, 24] | Ренегадс | 4-0 | Тафуна Джетс А |
| [Авг, 31] | Ренегадс | 0-0 | Коника         |
| [Сен, 7]  | Ренегадс | 3-1 | Тафуна Джетс В |
| [Сен, 14] | Ренегадс | 4-0 | Ауа Страйкерс  |
| [Сен, 21] | Ренегадс | 1-1 | Паго Иглс      |

- Ренегадс

#### Студенческий чемпионат
Еще одно событие 2002 г. — первое задокументированное проведение студенческого чемпионата Американского Самоа (англ. ASHSSAA Soccer League). Медали разыграли между собой команды-представители училищ: Леоне Лайонс (Училище Леоне), Фага’итуа Викингс (Училище Фага’итуа), Тафуна Уарриорс (Тафунское училище) и Самоана Шаркс (Училище Самоана). Позже к ним присоединятся еще четыре команды: Канана Фоу Стэллионс (Теологическая семинария Канана Фоу (самоан. Нового Ханаана)), Ну’уули Вок-Тек Уайлдкэтс (Политехническое училище Ну’уули), Фа’асао-Марист Крузейдерс (Училище Фа’асао-Марист) и Саут Пасифик Академи Долфинз (из одноименной академии). Первый же трофей взяли «Львы».

### 2003—2004
Информация о проведении чемпионата в 2003—2004 гг. отсутствует. Однако отчеты Лиги чемпионов Океании свидетельствуют о том, что в Предварительном раунде, проводящимся в Таити в 2005 г., Американское Самоа должна была представлять команда Манумеа (с самоан. — «самоанский голубь»), однако, снявшаяся с турнира. Этот факт может свидетельствовать о том, что в 2003 или 2004 гг. Манумеа был чемпионом страны. Однако, его название в других источниках не появлялось. Кроме того, клуб с таким названием существует в Западном Самоа.
В 2004 г. также была проведена Летняя лига среди футболистов 18-20 лет. В финале победу одержала команда Паго Юнайтед.
[Авг, 31] Паго Юнайтед — Панса — 1:1, пен. 2:1

### 2005
17 участников первенства были разбиты на 3 группы. Команды, занявшие 1-е и 2-е места в группе, выходили в плей-офф, разыгрываемый по круговой системе. Лучшие две команды в плей-офф разыгрывали финал чемпионата. Полуфинал состоялся 5 февраля, финал — 12 февраля. Победителем чемпионата стала Панса (4 раз).
|  | Полуфинал | Полуфинал |                   |   | Финал | Финал |
|  |           |           |                   |   |       |       |
|  |           |           |                   |   |       |       |
|  |           |           |                   |   |       |       |
|  | Панса     |           |                   |   |       |       |
|  |           |           |                   |   |       |       |
|  |           |           |                   |   |       |       |
|  | Панса     | 1         |                   |   |       |       |
|  | Панса     | 1         |                   |   |       |       |
|  |           | Коника    | 0                 |   |       |       |
|  | Коника    | Коника    | 0                 | 3 |       |       |
|  | Коника    |           |                   | 3 |       |       |
|  | Паго Ют   | 0         |                   |   |       |       |
|  | Паго Ют   | 0         | Матч за 3-е место |   |       |       |
|  |           |           |                   |   |       |       |
|  |           |           |                   |   |       |       |
|  |           |           |                   |   |       |       |
|  | Паго Ют   |           |                   |   |       |       |
|  |           |           |                   |   |       |       |
|  |           |           |                   |   |       |       |

### 2006
Чемпионат Американского Самоа по футболу 2006 г. (англ. American Samoa Football Association 7-a-side tournament 2006) был проведен в сжатые сроки, а команды выступали неполными составами (по 7 человек на поле, вместо 11), вследствие чего часть команд отказались от участия. Участники чемпионата были разбиты на 2 группы. Команды занявшие 1-е и 2-е места выходили в плей-офф. Победитель чемпионата Тафуна Джетс, представленная тремя составами, завоевала свой первый титул за 21 год своего существования (с 1985 года). В 19 матчах турнира было забито 116 голов (в среднем 6,11 гола за игру).

#### Групповой раунд
Группа 1 
| Команда          | И | В | Н | П | М+ | М- | РМ  | О  |
| ---------------- | - | - | - | - | -- | -- | --- | -- |
| Флейм Он         | 4 | 3 | 1 | 0 | 17 | 9  | +8  | 10 |
| Пасифик Продактс | 4 | 3 | 0 | 1 | 26 | 4  | +22 | 9  |
| Утулей Ют        | 4 | 1 | 2 | 1 | 14 | 11 | +3  | 5  |
| Тафуна Джетс 2   | 4 | 1 | 0 | 3 | 8  | 23 | −15 | 3  |
| Тафуна Джетс 3   | 4 | 0 | 1 | 3 | 13 | 31 | −18 | 1  |

|                  | ФОн    | ППр    | УЮт   | ТД2    | ТД3    |
| ---------------- | ------ | ------ | ----- | ------ | ------ |
| Флейм Он         |        | 2 — 1  | 2 — 2 | 3 — 2  | 10 — 4 |
| Пасифик Продактс | 1 — 2  |        | 3 — 2 | 11 — 0 | 11 — 0 |
| Утулей Ют        | 2 — 2  | 2 — 3  |       | 5 — 1  | 5 — 5  |
| Тафуна Джетс 2   | 2 — 3  | 0 — 11 | 1 — 5 |        | 5 — 4  |
| Тафуна Джетс 3   | 4 — 10 | 0 — 11 | 5 — 5 | 4 — 5  |        |

 Группа 2 
| Команда      | И | В | Н | П | М+ | М- | РМ | О |
| ------------ | - | - | - | - | -- | -- | -- | - |
| Пис Бразерс  | 3 | 2 | 0 | 1 | 6  | 3  | +3 | 6 |
| Тафуна Джетс | 3 | 1 | 2 | 0 | 8  | 7  | +1 | 5 |
| ФК СКБЧ      | 3 | 1 | 1 | 1 | 4  | 6  | −2 | 4 |
| Коника       | 3 | 0 | 1 | 2 | 6  | 8  | −2 | 1 |

|              | ПБр   | ТДж   | СКБ   | Кон   |
| ------------ | ----- | ----- | ----- | ----- |
| Пис Бразерс  |       | 1 — 2 | 3 — 0 | 2 — 1 |
| Тафуна Джетс | 2 — 1 |       | 2 — 2 | 4 — 4 |
| ФК СКБЧ      | 0 — 3 | 2 — 2 |       | 2 — 1 |
| Коника       | 1 — 2 | 4 — 4 | 1 — 2 |       |

#### Плей-офф[7]
|  | Полуфинал        | Полуфинал        |                   |   | Финал | Финал |
|  |                  |                  |                   |   |       |       |
|  |                  |                  |                   |   |       |       |
|  |                  |                  |                   |   |       |       |
|  | Флейм            | 1                |                   |   |       |       |
|  | Флейм            | 1                |                   |   |       |       |
|  | Тафуна Джетс     | 2                |                   |   |       |       |
|  | Тафуна Джетс     | 2                | Тафуна Джетс      | 3 |       |       |
|  |                  |                  | Тафуна Джетс      | 3 |       |       |
|  |                  | Пасифик Продактс | 0                 |   |       |       |
|  | Пеас Бродерс     | Пасифик Продактс | 0                 | 2 |       |       |
|  | Пеас Бродерс     |                  |                   | 2 |       |       |
|  | Пасифик Продактс | 6                |                   |   |       |       |
|  | Пасифик Продактс | 6                | Матч за 3-е место |   |       |       |
|  |                  |                  |                   |   |       |       |
|  |                  |                  |                   |   |       |       |
|  |                  |                  |                   |   |       |       |
|  |                  |                  |                   |   |       |       |
|  |                  |                  |                   |   |       |       |
|  |                  |                  |                   |   |       |       |

### 2007
Год 2007 можно считать началом «новейшего времени» в футболе Американского Самоа. Во-первых, была реорганизована сама Федерация футбола, отныне называющаяся Футбольная федерация Американского Самоа. Во-вторых, был организован постоянный чемпионат с более-менее стабильным регламентом — FFAS Senior League. Как правило, команды разбивались на 2 группы, победители которых разыгрывали чемпиона в плей-офф (с четвертьфиналов либо полуфиналов). В-третьих, определилась группа команд, стабильно выступающая на высоком уровне: Утулей Ют, Тафуна Джетс, Паго Ют (фарма Паго Иглз, созданная в 2001 г., фактически стала их правопреемницей с 2007 г.), Фагаса Ют, Панса СК (выступавшая в 2007—2008 гг. под именем Панса Мэнс), ФК СКБЧ, Илаоа и То’омата, Грин Бэй, Блэк Роузес, Лайон Харт.
В чемпионате 2007 г. заявились 16 участников, которые были разбиты на 2 группы по 8 команд в каждой. Команды, занявшие 1-е и 2-е места, выходили в плей-офф. Победитель чемпионата Коника (2 раз). В 59 играх было забито 420 мячей (в среднем 7,12 за игру).

#### Групповой раунд
Группа 1
1-й тур
- 6 октября ФК СКБЧ — Флейм Он — 12:2
- 6 октября Фагаса Ют — Пис Бразерс — 2:3
- 6 октября Коника — Тафуна Джетс 2 — 3:0
- 6 октября Паго Ют — Мануула Хит — 1:3

2-й тур
- 13 октября Пис Бразерс — Мануула Хит — 10:0
- 13 октября Флейм Он — Коника — 0:6
- 13 октября Паго Ют — Тафуна Джетс 2 — 4:4
- 13 октября ФК СКБЧ — Фагаса Ют — 5:5

3-й тур
- 20 октября ФК СКБЧ — Коника — 3:6
- 20 октября Тафуна Джетс 2 — Мануула Хит — 2:3
- 20 октября Фагаса Ют — Паго Ют — 8:0
- 20 октября Флейм Он — Пис Бразерс — 3:5

4-й тур
- 27 октября Фагаса Ют — Тафуна Джетс 2 — 7:0
- 27 октября Флейм Он — Паго Ют — 3:6
- 27 октября ФК СКБЧ — Пис Бразерс — 2:0
- 27 октября Коника — Мануула Хит — 4:0

6-й тур
- 10 ноября Пис Бразерс — Паго Ют — 13:0
- 10 ноября ФК СКБЧ — Тафуна Джетс 2 — 5:2
- 10 ноября Фагаса Ют — Коника — 1:7
- 10 ноября Флейм Он — Мануула Хит — 3:3

5-й тур
- 12 ноября Фагаса Ют — Мануула Хит — 3:1
- 12 ноября ФК СКБЧ — Паго Ют — 7:0
- 12 ноября Пис Бразерс — Коника — 1:1
- 12 ноября Флейм Он — Тафуна Джетс 2 — 1:5

7-й тур
- 24 ноября Флейм Он — Фагаса Ют — 0:3 (—/+)
- 24 ноября Пис Бразерс — Тафуна Джетс 2 — 14:1
- 24 ноября ФК СКБЧ — Мануула Хит — 17:0
- 24 ноября Паго Ют — Коника — 0:10

| # | Команда        | И | В | Н | П | Мячи    | Очки |
| - | -------------- | - | - | - | - | ------- | ---- |
| 1 | Коника         | 7 | 6 | 1 | 0 | 37 — 5  | 19   |
| 2 | Пис Бразерс    | 7 | 5 | 1 | 1 | 46 — 9  | 16   |
| 3 | ФК СКБЧ        | 7 | 5 | 1 | 1 | 51 — 15 | 16   |
| 4 | Фагаса Ют      | 7 | 4 | 1 | 2 | 29 — 16 | 13   |
| 5 | Мануула Хит    | 7 | 2 | 1 | 4 | 10 — 40 | 7    |
| 6 | Тафуна Джетс 2 | 7 | 1 | 1 | 5 | 14 — 37 | 4    |
| 7 | Паго Ют        | 7 | 1 | 1 | 5 | 11 — 48 | 4    |
| 8 | Флейм Он       | 7 | 0 | 1 | 6 | 12 — 40 | 1    |

 Группа 2
1-й тур
- 6 октября Аутали Мисаса Католик — Коника Эйрбейс — 2:4
- 6 октября Илаоа и То′омата — Утулей Ют — 0:3
- 6 октября Ауа Олд Скул — Панса — 2:15
- 6 октября Тафуна Джетс — Паго Иглс — 2:3

2-й тур
- 13 октября Тафуна Джетс — Панса — 1:1
- 13 октября Коника Эйрбейс — Ауа Олд Скул — 5:2
- 13 октября Утулей Ют — Паго Иглс — 3:0 (+/—)
- 13 октября Аутали Мисаса Католик — Илаоа и То′омата — 3:8

3-й тур
- 20 октября Аутали Мисаса Католик — Ауа Олд Скул — 3:2
- 20 октября Панса — Паго Иглс — 1:2
- 20 октября Илаоа и То′омата — Тафуна Джетс — 1:8
- 20 октября Коника Эйрбейс — Утулей Ют — 2:2

4-й тур
- 27 октября Илаоа и То′омата — Панса — 0:3
- 27 октября Коника Эйрбейс — Тафуна Джетс — 1:2
- 27 октября Аутали Мисаса Католик — Утулей Ют — 2:5
- 27 октября Ауа Олд Скул — Паго Иглс — 0:7

6-й тур
- 10 ноября Утулей Ют — Тафуна Джетс — 0:3
- 10 ноября Аутали Мисаса Католик — Панса — 0:7
- 10 ноября Илаоа и То′омата — Ауа Олд Скул — 10:0
- 10 ноября Коника Эйрбейс — Паго Иглс — 0:4

5-й тур
- 12 ноября Илаоа и То′омата — Паго Иглс — 1:7
- 12 ноября Аутали Мисаса Католик — Тафуна Джетс — 0:13
- 12 ноября Утулей Ют — Ауа Олд Скул — 10:3
- 12 ноября Коника Эйрбейс — Панса — 2:1

7-й тур
- 24 ноября Коника Эйрбейс — Илаоа и То′омата — 5:0
- 24 ноября Утулей Ют — Панса — 2:5
- 24 ноября Аутали Мисаса Католик — Паго Иглс — 1:17
- 24 ноября Тафуна Джетс — Ауа Олд Скул — 11:1

| # | Команда               | И | В | Н | П | Мячи    | Очки |
| - | --------------------- | - | - | - | - | ------- | ---- |
| 1 | Тафуна Джетс          | 7 | 5 | 2 | 0 | 40 — 6  | 17   |
| 2 | Паго Иглс             | 7 | 5 | 1 | 1 | 39 — 8  | 16   |
| 3 | Панса                 | 7 | 4 | 1 | 2 | 33 — 9  | 13   |
| 4 | Утилей Ют             | 7 | 4 | 1 | 2 | 25 — 15 | 13   |
| 5 | Коника Эйрбейс        | 7 | 4 | 1 | 2 | 19 — 13 | 13   |
| 6 | Илаоа и То′омата      | 7 | 2 | 0 | 5 | 20 — 29 | 6    |
| 7 | Аутали Мисаса Католик | 7 | 1 | 0 | 6 | 11 — 56 | 3    |
| 8 | Ауа Олд Скул          | 7 | 0 | 0 | 7 | 10 — 61 | 0    |

#### Плей-офф[11]
|  | Полуфинал    | Полуфинал   |                   |   | Финал | Финал |
|  |              |             |                   |   |       |       |
|  |              |             |                   |   |       |       |
|  |              |             |                   |   |       |       |
|  | Коника       | 4           |                   |   |       |       |
|  | Коника       | 4           |                   |   |       |       |
|  | Паго Иглс    | 2           |                   |   |       |       |
|  | Паго Иглс    | 2           | Коника            | 4 |       |       |
|  |              |             | Коника            | 4 |       |       |
|  |              | Пис Бразерс | 2                 |   |       |       |
|  | Тафуна Джетс | Пис Бразерс | 2                 | 0 |       |       |
|  | Тафуна Джетс |             |                   | 0 |       |       |
|  | Пис Бразерс  | 1           |                   |   |       |       |
|  | Пис Бразерс  | 1           | Матч за 3-е место |   |       |       |
|  |              |             |                   |   |       |       |
|  |              |             |                   |   |       |       |
|  |              |             |                   |   |       |       |
|  | Паго Иглс    | -           |                   |   |       |       |
|  | Паго Иглс    | -           |                   |   |       |       |
|  | Тафуна Джетс | -           |                   |   |       |       |

### 2008
Чемпионат Американского Самоа по футболу 2008 года (англ. FFAS Senior League 2008). Первоначально, в чемпионате стартовало 13 команд, но после 8-го тура команда Утулей Ют была снята с соревнований после трех подряд неявок на игры (во всех пропушенных и последующих играх команде засчитано техническое поражение со счетом 0:3). 5 из 6 матчей последнего тура не состоялись из-за отказа ряда команд от игр в связи с началом сезона дождей (командам, отказавшимся играть, засчитано техническое поражение со счетом 0:3). Победитель чемпионата Паго Ют.

#### Результаты матчей
Результаты некоторых матчей 4, 5, 9 и 10 туров неизвестны, только их итог.
1-й тур
- 6 сентября Блэк Роузес — ФК СКБЧ — 6:0
- 6 сентября Паго Ют — Панса — 4:3
- 6 сентября Ренегадс — Илаоа и То′омата — 4:2
- 6 сентября Лайон Харт — Утулей Ют — 12:1
- 6 сентября Грин Бэй — Фагатого — 8:2
- 6 сентября Фагаса Ют — Пис Бразерс — 5:3

2-й тур
- 13 сентября Тафуна Джетс — Фагатого — 9:2
- 13 сентября Лайон Харт — ФК СКБЧ — 11:0
- 13 сентября Паго Ют — Ренегадс — 5:2
- 13 сентября Грин Бэй — Утулей Ют — 11:1
- 13 сентября Фагаса Ют — Илаоа и То′омата — 2:2
- 13 сентября Блэк Роузес — Панса — 3:2

3-й тур
- 20 сентября Лайон Харт — Панса — 1:4
- 20 сентября Блэк Роузес — Ренегадс — 5:1
- 20 сентября ФК СКБЧ — Грин Бэй — 3:4
- 20 сентября Паго Ют — Фагаса Ют — 9:1
- 20 сентября Утулей Ют — Тафуна Джетс — 1:12
- 20 сентября Илаоа и То′омата — Пис Бразерс — 5:6

4-й тур
Результаты 5 из 6 игр неизвестны, только их итог.
- 27 сентября Паго Ют — Пис Бразерс — 5:2
- 27 сентября Утулей Ют — Фагатого —/+
- 27 сентября Блэк Роузес — Фагаса Ют +/—
- 27 сентября ФК СКБЧ — Тафуна Джетс —/+
- 27 сентября Лайон Харт — Ренегадс —/+
- 27 сентября Панса — Грин Бэй +/—

5-й тур
Результаты 5 из 6 игр неизвестны, только их итог.
- 4 октября Паго Ют— Илаоа и То′омата — 3:2
- 4 октября Фагаса Ют — Лайон Харт — ничья
- 4 октября Пис Бразерс — Блэк Роузес —/+
- 4 октября Грин Бэй — Ренегадс —/+
- 4 октября Тафуна Джетс — Панса +/—
- 4 октября Фагатого — ФК СКБЧ +/—

6-й тур
- 11 октября Блэк Роузес — Илаоа и То′омата — 20:0
- 11 октября Фагаса Ют — Грин Бэй — 2:0
- 11 октября Ренегадс — Тафуна Джетс — 3:1
- 11 октября Панса — Фагатого — 6:2
- 11 октября ФК СКБЧ — Утулей Ют — 3:0 (+/—)[12] неявка
- 11 октября Лайон Харт — Пис Бразерс — 5:0

7-й тур
- 18 октября Блэк Роузес — Паго Ют — 2:4
- 18 октября Фагаса Ют — Тафуна Джетс — 0:3
- 18 октября Грин Бэй — Пис Бразерс — 1:1
- 18 октября Лайон Харт — Илаоа и То′омата — 5:1
- 18 октября Панса — Утулей Ют — 3:0 (+/—) неявка
- 18 октября Ренегадс — Фагатого — 5:1

8-й тур
- 25 октября Грин Бэй — Илаоа и То′омата — 3:0 (+/—) неявка
- 25 октября Лайон Харт — Паго Ют — 1:1
- 25 октября Фагаса Ют — Фагатого — 3:0 (+/—)
- 25 октября Тафуна Джетс — Пис Бразерс — 3:2
- 25 октября Панса — ФК СКБЧ — 12:2
- 25 октября Ренегадс — Утулей Ют — 3:0 (+/—)[13] неявка

9-й тур
Результаты матчей неизвестны, только их итог.
- 1 ноября Пис Бразерс — Фагатого —/+
- 1 ноября Грин Бэй — Паго Ют —/+
- 1 ноября Тафуна Джетс — Илаоа и То′омата +/—
- 1 ноября Лайон Харт — Блэк Роузес +/—
- 1 ноября Ренегадс — ФК СКБЧ +/—
- 1 ноября Фагаса Ют — Утулей Ют — 3:0 (+/—)

10-й тур
Результаты матчей неизвестны, только их итог.
- 8 ноября Пис Бразерс — Утулей Ют — 3:0 (+/—)
- 8 ноября Илаоа и То′омата — Фагатого —/+
- 8 ноября Паго Ют — Тафуна Джетс +/—
- 8 ноября Блэк Роузес — Грин Бэй +/—
- 8 ноября ФК СКБЧ — Фагаса Ют —/+
- 8 ноября Панса — Ренегадс —/+

11-й тур
- 11 ноября Паго Ют — Фагатого — 5:3
- 11 ноября Блэк Роузес — Тафуна Джетс — 8:5
- 11 ноября Панса — Фагаса Ют — 3:2
- 11 ноября ФК СКБЧ — Пис Бразерс — 3:0 (+/—)[14]
- 11 ноября Лайон Харт — Грин Бэй — 9:2
- 11 ноября Илаоа и То′омата — Утулей Ют — 3:0 (+/—)

12-й тур
- 15 ноября Фагатого — Блэк Роузес — 0:16
- 15 ноября Фагаса Ют — Ренегадс — 1:3
- 15 ноября ФК СКБЧ — Илаоа и То′омата — 3:0 (+/—) неявка
- 15 ноября Тафуна Джетс — Лайон Харт — 0:1
- 15 ноября Панса — Пис Бразерс — 9:0
- 15 ноября Паго Ют — Утулей Ют — 3:0 (+/—)

13-й тур
- 22 ноября Фагатого — Лайон Харт — 3:0 (+/—) неявка
- 22 ноября Тафуна Джетс — Грин Бэй — 3:0 (+/—) неявка
- 22 ноября Пис Бразерс — Ренегадс — 0:3 (—/+) неявка
- 22 ноября Илаоа и То′омата — Панса — 0:3 (—/+) неявка
- 22 ноября Паго Ют — ФК СКБЧ — 5:1
- 22 ноября Блэк Роузес — Утулей Ют — 3:0 (+/—)

#### Итоговая таблица
|                   | Команда          | Очки | И  | В  | Н | П  | ГЗ | ГП | +/- |
| ----------------- | ---------------- | ---- | -- | -- | - | -- | -- | -- | --- |
| Чемпион           | Паго Ют          | 34   | 12 | 11 | 1 | 0  | 48 | 19 | +29 |
| Серебряный призёр | Блэк Роузес      | 30   | 12 | 10 | 0 | 2  | 90 | 20 | +70 |
| Бронзовый призёр  | Ренегадс         | 30   | 12 | 10 | 0 | 2  | 40 | 19 | +21 |
| 4.                | Панса            | 24   | 12 | 8  | 0 | 4  | 58 | 20 | +38 |
| 5.                | Тафуна Джетс     | 24   | 12 | 8  | 0 | 4  | 48 | 19 | +29 |
| 6.                | Лайон Харт       | 23   | 12 | 7  | 2 | 3  | 50 | 15 | +35 |
| 7.                | Фагаса Ют        | 17   | 12 | 5  | 2 | 5  | 39 | 33 | +6  |
| 8.                | Фагатого         | 15   | 12 | 5  | 0 | 7  | 34 | 54 | -20 |
| 9.                | Грин Бэй         | 13   | 12 | 4  | 1 | 7  | 36 | 51 | -15 |
| 10.               | ФК СКБЧ          | 9    | 12 | 3  | 0 | 9  | 15 | 74 | -59 |
| 11.               | Пис Бразерс      | 7    | 12 | 2  | 1 | 9  | 20 | 56 | -36 |
| 12.               | Илаоа и То′омата | 4    | 12 | 1  | 1 | 10 | 15 | 57 | -42 |
| 13.               | Утулей Ют        | 0    | 12 | 0  | 0 | 12 | 3  | 65 | -62 |

### 2009
По регламенту, 10 участников первенства в однокруговом турнире должны были определить 4-х участников плей-офф (финал должен был состояться 14 ноября), но, после 7 из 9 сыгранных туров, 29 сентября 2009 г. в 17:48:11 UTC, произошло землетрясение магнитудой от 7.9 до 8.3 по шкале Рихтера в 190 км от берега Американского Самоа. Землетрясение произвело цунами, вызвавшее многочисленные разрушения и человеческие жертвы (по сообщениям, 4 волны высотой от 4,6 м до 6,1 м прошли на 1,6 км на берег острова Тутуила, крупнейшего и самого главного острова Американского Самоа. По меньшей мере 150 человек погибли в Американском Самоа и неустановленное число в Западном Самоа.

). 13 октября на заседании лиги, в котором участвовало 9 из 10 клубных президентов (представитель ФК СКБЧ отсутствовал), приняли решение отменить оставшиеся 2 тура и игры плей-офф. Победителем чемпионата была объявлена команда Блэк Роузес, занимавшая на тот момент 1-е место и обыгравшая по ходу турнира команды шедшие на тот момент на 2-м и 3-м месте.

#### Результаты матчей
1-й тур
- 8 августа Грин Бэй — Паго Ют — 0:7
- 8 августа Блэк Роузес — Паго Ют 2 — 5:1
- 8 августа Панса — Тафуна Джетс — 4:4
- 8 августа Фагаса Ют — ФК СКБЧ — 3:6
- 8 августа Илаоа и То′омата — Утулей Ют — 3:2

2-й тур
- 15 августа Тафуна Джетс — Илаоа и То′омата — 0:1
- 15 августа Утулей Ют — Грин Бэй — 3:1
- 15 августа Паго Ют — Фагаса Ют — 2:3
- 15 августа ФК СКБЧ — Блэк Роузес — 1:3
- 15 августа Паго Ют 2 — Панса — 1:4

3-й тур
- 22 августа Блэк Роузес — Паго Ют — 1:0
- 22 августа Фагаса Ют — Утулей Ют — 7:1
- 22 августа Грин Бэй — Тафуна Джетс — 2:4
- 22 августа Илаоа и То′омата — Панса — 3:2
- 22 августа Паго Ют 2 — ФК СКБЧ — 2:12

4-й тур
- 29 августа Тафуна Джетс — Фагаса Ют — 3:2
- 29 августа Паго Ют — ФК СКБЧ — 3:2
- 29 августа Утулей Ют — Блэк Роузес — 1:3
- 29 августа Илаоа и То′омата — Паго Ют 2 — 6:3
- 29 августа Панса — Грин Бэй — 5:2

5-й тур
- 5 сентября Блэк Роузес — Тафуна Джетс — 3:0
- 5 сентября Фагаса Ют — Панса — 4:1
- 5 сентября Грин Бэй — Илаоа и То′омата — 2:6
- 5 сентября ФК СКБЧ — Утулей Ют — 3:1
- 5 сентября Паго Ют 2 — Паго Ют — 2:13

6-й тур
- 12 сентября Тафуна Джетс — ФК СКБЧ — 4:1
- 12 сентября Утилеи Ют — Паго Ют — 0:10
- 12 сентября Грин Бэй — Паго Ют 2 — 4:2
- 12 сентября Илаоа и То′омата — Фагаса Ют — 3:1
- 12 сентября Панса — Блэк Роузес — 2:1

7-й тур
- 19 сентября Блэк Роузес — Илаоа и То′омата — 2:1
- 19 сентября Фагаса Ют — Грин Бэй — 4:2
- 19 сентября Паго Ют — Тафуна Джетс — 5:2
- 19 сентября ФК СКБЧ — Панса — 2:6
- 19 сентября Паго Ют 2 — Утулей Ют — 6:3

8-й тур
- 17 октября Тафуна Джетс — Утулей Ют —
- 17 октября Фагаса Ют — Паго Ют 2 —
- 17 октября Грин Бэй — Блэк Роузес —
- 17 октября Илаоа и То′омата — ФК СКБЧ —
- 17 октября Панса — Паго Ют —

9-й тур
- 24 октября Паго Ют — Илаоа и То′омата —
- 24 октября Утулей Ют — Панса —
- 24 октября Блэк Роузес — Фагаса Ют —
- 24 октября ФК СКБЧ — Грин Бэй —
- 24 октября Паго Ют 2 — Тафуна Джетс —

#### Итоговая таблица
|                   | Команда          | Очки | И | В | Н | П | ГЗ | ГП | +/- |
| ----------------- | ---------------- | ---- | - | - | - | - | -- | -- | --- |
| Чемпион           | Блэк Роузес      | 18   | 7 | 6 | 0 | 1 | 18 | 6  | +12 |
| Серебряный призёр | Илаоа и То′омата | 18   | 7 | 6 | 0 | 1 | 23 | 12 | +11 |
| Бронзовый призёр  | Паго Ют          | 15   | 7 | 5 | 0 | 2 | 40 | 10 | +30 |
| 4.                | Панса            | 13   | 7 | 4 | 1 | 2 | 24 | 17 | +7  |
| 5.                | Фагаса Ют        | 12   | 7 | 4 | 0 | 3 | 24 | 18 | +6  |
| 6.                | Тафуна Джетс     | 10   | 7 | 3 | 1 | 3 | 17 | 18 | -1  |
| 7.                | ФК СКБЧ          | 9    | 7 | 3 | 0 | 4 | 27 | 22 | +5  |
| 8.                | Грин Бэй         | 3    | 7 | 1 | 0 | 6 | 13 | 31 | -18 |
| 9.                | Утулей Ют        | 3    | 7 | 1 | 0 | 6 | 11 | 33 | -22 |
| 10.               | Паго Ют 2        | 3    | 7 | 1 | 0 | 6 | 17 | 47 | -30 |

## Кубок
- 1992 Ну’уули
- 1993 — 1994 Результаты неизвестны
- 1995 Дрим Тим
- 1996 Паго Иглс
- 1997 — 1998 Результаты неизвестны
- 1999 Коника
- 2000 Результаты неизвестны
- 2001 Ренегадс
- 2002 Ренегадс (неофициальный турнир)
- 2003 — 2009 Результаты неизвестны
- 2010 Вайлоатай Ют